# キロビット
キロビット(kilobit) は情報の単位であり、kbit 又は kb と略記される。
標準的な定義では、1 キロビット = 103 ビット = 1,000 ビットである。記憶容量やアドレス空間の大きさを表すときは、別の2進数の定義 210 = 1,024ビットが時折使用されるが、この用法は曖昧である（2進接頭辞を参照）。
キロビットは、例えば 56 kbit/sの公衆交換電話網や 512 kbit/s のブロードバンドインターネット接続のように、デジタル通信速度の表現で一般的に使用される。
電気通信の転送速度を表すときは、10進数定義の 1 キロビット = 1,000 ビット が一律に使用される。
キロビットは、明確に 210 = 1,024 ビットと等しいキビビットと密接に関係している。
時折、キロビット（小文字の b を使用して kb と省略される）は、キロバイトという表現（大文字の B を使用して kB または KB と省略される）と混同される。